# Valira
Il Valira (conosciuto in Spagna come Valira e ad Andorra come Gran Valira) è un fiume dei Pirenei, affluente di destra del Segre.   

## Percorso
Nasce dalla confluenza della Valira del Nord con la Valira d'Orient a Escaldes-Engordany, poi attraversa la capitale di Andorra, Andorra la Vella, Sant Julià de Lòria, poi dopo 3 chilometri entra in Spagna, in Catalogna presso Farga de Moles, frazione di La Seu d'Urgell, bagna La Seu d'Urgell, poi si getta nel Segre in frazione Castellciutat.